# Ninurtaapal-Ekur
Ninurtaapal-Ekur va ser rei d'Assíria entre els anys 1182 aC i 1179 aC. Les llistes reials d'Assíria indiquen que era "fil d'Ila-Hadda, un descendent d'Eriba-Adad I", que estava al virregnat de Karduniaix. Sembla que aquesta referència voldria dir que s'havia aliat amb els governants de Babilònia, que darrerament s'havien independitzat de fet d'Assíria. Va esclatar la guerra entre Assur i Babilònia i les forces dels babilonis van marxar cap a la capital assíria per posar al tron al príncep, que segurament tenia partidaris; la victòria babilònia va permetre posar-lo al tron en el lloc de Enlilkudurriusur.
Segons la llista reial va regnar durant tretze anys, però les altres llistes li donen només tres anys. Fos com fos es devia consolidar al poder i hauria mort de manera natural; el va succeir el seu fill Aixurdan I.